# 草莓猿头蛤
草莓猿头蛤（学名：Chama fraga），是帘蛤目偏口蛤科偏口蛤属的一种。主要分布于韩国、中国大陆，常栖息在潮间带至潮下带。